# Uniše
Uniše – wieś w Słowenii, w gminie Šentjur. W 2018 roku liczyła 42 mieszkańców.